# الهجوم
هدجوم أو هجوم ((بالروسية:  Худжум)‏ (بالإنجليزية: Hujum)‏ والتي تعني ضد الحجاب)وهي طائفة سياسية قامت في الاتحاد الشيوعي السوفيتي الروسي؛ بقيادة جوزيف ستالين ذلك لإزالة جميع مظاهر اللامساواة بين الجنسين، وخاصة المتعلقة فيها بالحجاب الأنثوي وتقاليده في وسط آسيا.

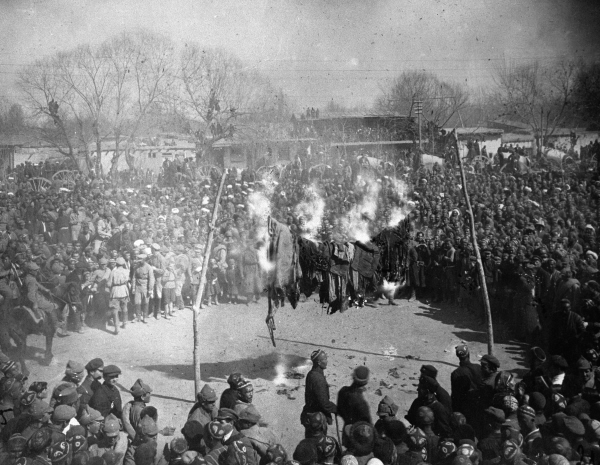
صورة من احتفالية حرق الحجاب خلال حقبة هجوم في أوزبكستان في يوم المرأة العالمي عام 1920.

كان يرمز لهذا العصر عادة بحرق الحجاب أو غطاء الوجه الذي طالما كانت أغلبية النساء المسلمات يرتدينه في الاتحاد السوفيتي. لكن إزالة الحجاب لم تكن الهدف الرئيسي لهذه الحركة؛ حيث أعاد الحزب صياغة رسالته في الثورة على الطبقية وتحرير المرأة عبر الوقوف ضد الوسائل القمعية التي كانت موجودة في أوزبكستان
بذلك آمن السوفييت بقدرتهم على تمهيد الطريق للاشتراكية؛ فقد كان الهدف من الحملة هو تغيير حياة النساء الأوزبكيات بسرعة حتّى يتمكن من المشاركة بفعاليّة في المجتمع؛ بدءاً من التعليم والعمل بآجر، وفي نهاية المطاف العضوية في الحزب الشيوعي.
أي أن الحركة تم وضعها لإنفاذ القوانين التي منحت للمرأة في المجتمعات الذكورية والمساواة بينهما من خلال إنشاء برامج محو أميّة للنسوة وجلبهن إلى القوى العاملة 

## نبذة تاريخية
قامت هذه الفرقة في روسيا بقيادة جوزيف ستالين يوم المرأة الموافق للثامن من مارس 1927،  وكان تغييرًا عن السياسة البلشفية الخاصة بالحرية الدينية للمسلمين في آسيا الوسطى وخلافًا لهدفها، اعتبرها العديد من المسلمين حركة أجنبية خارجية، أي أن الروس يحاولون فرض ثقافتهم على السكان الأصليين للطاجيك والتتار والأوزبك. فأصبح الحجاب عن غير قصد علامة هوية ثقافية لتلك الشعوب. وارتداءه أصبح شكلاً من أشكال التحدي الديني والسياسي، وإشارة إلى دعم القومية العرقية. قبل هجوم، كان العديد من النساء في مناصب السلطة في المناطق السوفيتية من المناطق المسلمة، على الرغم من أن هدف هجوم هو تحرير المرأة المسلمة المضطهة، لكن بعد تحريضها انخفض عدد النساء في السلطة بشكل ملحوظ.

### التقاليد قبل الاتحاد السوفيتي
كان الحجاب في آسيا الوسطى والعرق والممارسة الدينية. قبل الحكم السوفيتي، استخدمت نساء البدو الكازاخ، والكيرغيز، والتركمانية اليشمك، وهو الحجاب الذي غطى الفم فقط. تم تطبيق اليشمك بحضور كبار السن وكان متجذرًا في العادات القبلية بدلاً من العادات الإسلامية.
تم الكشف عن التتار الذين يهاجرون من روسيا. رغم أنهم كانوا مسلمين، فقد كانوا يخضعون للحكم الروسي منذ القرن السابع عشر وكانوا بطرق عديدة من أوروبا. فقط الأوزبك والطاجيك الذين استقروا كان لديهم ممارسات حجاب صارمة، والتي من المفترض أن يبدأ تامرلين. حتى بين هؤلاء السكان، كان الحجاب يعتمد على الطبقة الاجتماعية والموقع. النساء الحضريات المحجبات بشاشفون (حجاب الوجه) والبرانجي (حجاب الجسم)، على الرغم من أن تكلفة الحجاب منعت النساء الأفقر من استخدامه. وفي الوقت نفسه، كان الأوزبك الريفيون يرتدون ثوبًا طويلًا يمكن ارتداؤه لتغطية الفم بحضور الرجال.

### الثقافة التقليدية
عززت ثقافة ودين آسيا الوسطى قبل الاتحاد السوفيتي عزلة الإناث. حيث أدانت الأعراف الثقافية بشدة كشف النقاب باعتقاد أنها تؤدي إلى ممارسة الجنس قبل الزواج أو الزنا، وهو تهديد عميق لشرف الأسرة في مفاهيم آسيا الوسطى في ذلك الزمان.اعتمد الكثير من الموالي علل الحجاب الكامل للجسم المرأة في التقليد الديني الإسلامي، واحتجوا بشدة على أي محاولات لتغييره، بالإضافة لتشجيع عزلة الإناث في المنازل للأسباب نفسها رغم أن العزلة المنزلية كانت أكثر قسوة، توجد أحياء منفصلة للنسوى وأخرى للذكور، ولا يُسمح للنساء بالتواجد مع ذكور من غير الأقارب. كما كانت النسوى من الأسر الغنية الأكثر عزلة لأن الأسرة قادرة على تحمل تكاليف بناء العديد من الغرف واستئجار الخدم، مما يلغي الحاجة إلى مغادرة المنزل، وهكذا شجع المجتمع المستقر التقليدي العزلة كوسيلة لحماية شرف الأسرة، كضرورة دينية، وكوسيلة لتأكيد تفوق الرجل على المرأة.

### الجديد

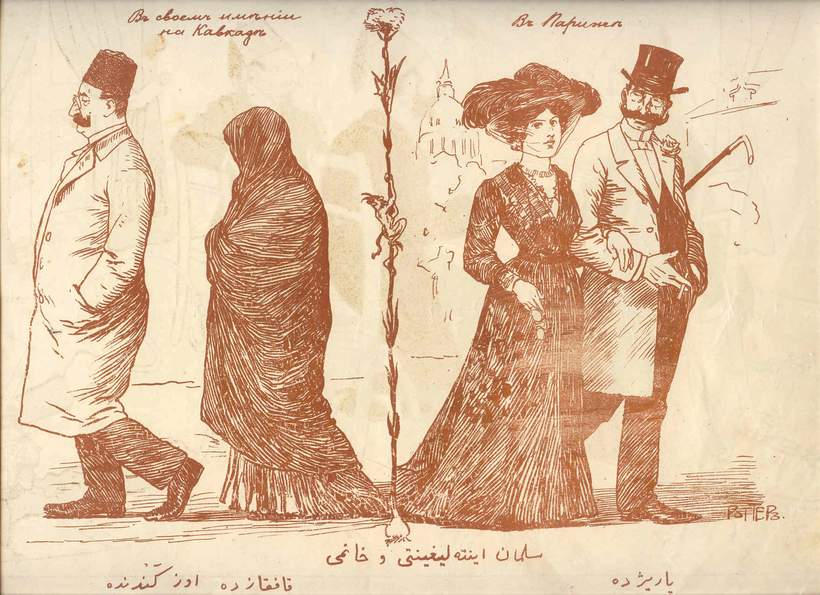
صورة كاريكاتورية عن العلاقة الزوجية الاسلامية من مجلة معلا نصر الدين الأذربيجانية (من اليمين أسرة أذربيجانية في باريس ومن اليسار مثيلتها في القوقاز)

وقفت فئة جديدة دعت نفسها بالجديد موقف المعارضة من التفاليد القبلية، وقد ضمت هذه الفئة نخبة وسط آسيا الذين سيساعد دعمهم لتعليم المرأة الحقبة السوفيتية بالنهوض.
ضمت هذه الفئة في المرحلة الأوليّة شخصيات من الطبقة الراقية من الأوزبك، حيث كان ارتداء الحجاب والعزلة الاجتماعية أكثر شيوعاً بينهم. بالرغم من اهتمام قلة منهم بإزالة الحجاب، إلا أن سياسة الجديد شجعت تعليم المرأة إيماناً منهم أن المرأة المثقفة فقط هي التي تنشئ أطفالاً أقوياء.
تلقى الأشخاص المنتمون لهذه الحركة وأقاربهم التعليم الجيد وكانت النواة لتشكيل الحركة النسوية في الحقبة السوفيتية لاحقاً. بالرغم من كون هذه الفئة حققت أهدافاً متواضعة بسبب وصولها للطبقة الراقية من النخبة فقط، إلا أنها تعرضت للنقد الشديد من الموالي، الذين آمنوا أن التعليم سوف يؤدي لازالة الحجاب والفجور لاحقاً، وقد تشارك معهم هذا النقد الغير منتمين لفئة الجديد.
أي أن الجديد مهدت الطريق لاعطاء الحقوق للمرأة في العصر السوفيتي، لكن إنجازاتها كانت متواضعة جداً خارج حدودها.

### الحكم القيصري
بدءاً من عام 1860 ومع سيطرة الحكم القيصري على وسط آسيا ازدادت أهمية الحجاب، حكمت روسيا وسط آسيا كوحدة واحدة دعيت بتركستان على الرغم من احتفاظ بعض المناطق بالحكم الذاتي،  على الرغم من معارضة الامبراطورية الروسية لسياسة الحجاب إلا أنها أبقت عليه في بعض المناطق للمحافظة على السلمية وكنقطة مربحة لها في تلك المنطقة، حيث سمحت قوانين خاصة للنساء بالدعارة في ظل هذه الامبراطورية، مما دفع بالنسوى لارتداء الحجاب كطريقة حازمة للحفاظ على شرفهم في آسيا الوسطى.
جلب الفتح الروسي الثراء معه، مما فتح الطريق للمشاركة في الحج. أثارت هذه المشاركة ارتفاعاً ملحوظاً في الاحترام الديني وفي عروض التقوى العلنية عبر الحجاب، هكذا عملت الامبراطورية الروسية على نشر الحجاب على نطاق أوسع بشكل غير مباشر.
غيرت السيطرة الروسية موقف آسيا الوسطى تجاه الحجاب من خلال تشجيع الهجرة التتارية. قضى التتار قرون تحت الحكم الروسي واعتمدوا العديد من العادات الأوروبية، بما في ذلك التخلي عن الحجاب. باعتبارهم مسلمين يتحدثون التركية، فقد كان لهم ارتباط فريد مع حياة آسيا الوسطى. بدأت نساء آسيا الوسطى في الاستفسار إن لم يكن الهجوم الصريح، والحجاب ما أثار استياء الامبراطورية. من خلال فتح مجتمع آسيا الوسطى أمام هجرة التتار، مكّن الروس من نشر الأفكار التي تتعارض مع الأعراف التقليدية في آسيا الوسطى.

## السوفييت في فترة ماقبل إصدار سياسة هجوم

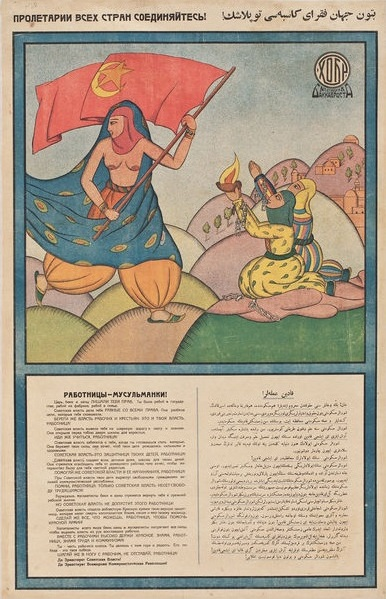
"Female Muslims- The tsar, beys and khans took your rights away" – Azeri, Baku, 1921 (Mardjani)
{أبتها النساء المسلمات، الامبراطورية و الخواجات والخان سلبوكنَّ حقوقكنَّ} (عذيري - باكو 1921)

على الرغم من أن الثورة الشيوعية وعدت بإعادة تعريف الجنس، إلا أن الحكم السوفيتي حتى عام 1924 لم يفعل الكثير لتغيير وضع المرأة في آسيا الوسطى. في الفترة من 1918 إلى 1922 قاتلت القوات السوفيتية ضد الخانات وأحياء بسماتشي والجيوش القيصرية. خلال هذا الوقت، تم تغيير اسم القياصرة تركستان إلى جمهورية الاشتراكية السوفيتية ذاتية الحكم لتركستان  كانت السيطرة المركزية الأولية ضعيفة للغاية، حيث قام الجديدون، الذين كانوا يتصرفون تحت اللافتة الشيوعية، بتوفير الطبقة الإدارية والحاكمة. تم إصدار قانون الجديد ضد تعدد الزوجات، والشريعة، وسعر العروس، لكنه لم ينفذ هذه الأحكام. بقي الحجاب بدون معالجة. لم تضغط موسكو على القضية؛ كان أكثر اهتمامًا بإحياء آسيا الوسطى التي مزقتها الحرب من تغيير المعايير الثقافية. في الواقع، شجعت السياسات السوفيتية المؤيدة للجنسية ارتداء الحجاب كعلامة على الاختلاف العرقي بين التركمان والأوزبك.
وشهد هذا العصر أيضًا انقسام الملالي تدريجياً حول حقوق المرأة. واصل الكثيرون استنكارهم للأحكام الليبرالية للاتحاد السوفيتي، بينما رأى آخرون أن النساء الحقوق حسب الضرورة نحو البقاء ذات الصلة. في حين كان السوفييت مهتمين أيديولوجياً بحقوق المرأة، فإن عدم الاستقرار المحلي حال دون تنفيذ السياسات الجريئة أو تنفيذها.
1924 بشرت في حملة محدودة ضد الحجاب. وفقًا للسياسة السوفيتية المؤيدة للجنسية، تم تقسيم جمهورية التتار الاشتراكية السوفيتية المستقلة إلى خمس جمهوريات: كازاخستان، أوزبكستان، تركمانستان، قيرغيزستان، وطاجيكستان. استغرق السوفييت أيضًا هذه المرة لتطهير الجديدين من الحكومة، إما من خلال الإعدام أو المنفى. شجع الحكم السوفيتي على تأسيس شعبة المرأة المناهضة للحجاب، وانضم عدد قليل من النساء المتزوجات في مجتمعهم المباشر أدان بشدة الكشف. وبالتالي، كان عمالها عادة من المتعلمات الجديدات من الأرامل أو الأرامل.
شجعت سياسة الدولة، التي تعمل من خلال شعبة المرأة، على الكشف عن المبادرة الخاصة بدلاً من كشف النقاب عن الجماهير. شجعت القصص التي كتبها مؤلفون ناشطون على كشف النقاب وأكدت أن النساء لم يتحلن أخلاقياً بقرار النقاب عن النقاب. استهدفت هذه القصص الأرامل والنساء الفقيرات، حيث كان لديهن أقل ما يمكن أن يخسروه من خلال كشف النقاب. على الرغم من محاولات القسم، فإن قلة من النساء يختارن النقاب. القلة الذين كشفوا النقاب عنهم عادةً كانوا عائلات جديدة أو شيوعية. بينما كشفت بعض النساء النقاب خلال رحلات إلى روسيا، عادت كثيرات من النقاب إلى العودة إلى آسيا الوسطى.
ومع ذلك، ساعد الشاشفون والبارانجي حقوق المرأة من خلال لفت الانتباه إلى التباينات بين الذكور والإناث. بالمقارنة مع الشاشفون والبارانجي، كانت ياشماك المرأة البدوية محجبة قليلاً نسبياً ولم تطبق إلا بحضور كبار السن. أخذت السلطات السوفيتية هذا كدليل على حرية المرأة وأثنت على معايير الجنس للرحالة. حقوق المرأة، على الرغم من ذلك، لا تزال مقيدة في الثقافة البدوية. لم تُمنح المرأة الحق في الطلاق، وكان لديها عدد أقل من حقوق الميراث، وكانت عمومًا تحت تأثير قرارات الذكور. في حين أن شعبة المرأة حاولت استخدام يشمك كنداء حاشد من أجل حقوق المرأة، إلا أن جاذبيتها الرمزية المتدنية تتعلق بالتغيير الحاصل على الشاشفون. شجعت الحكومة الشيوعية في فترة ما بعد الجديد، نشاط المرأة بشكل أكثر صراحة، لكنها في النهاية لم تكن قوية بما يكفي لسن تغيير واسع النطاق، سواء في المجتمعات المستقرة أو البدوية.

## الدوافع السوفيتية
حركة هجوم كانت جزءاً من هدف أسمى وهو (إنشاء فصيل سوفيتي متماسك حيث يتلقى جميع المواطنين نفس التعليم، ويتلقون نفس الأيديولوجيا، ويتعاطفون مع كامل الشعب السوفيتي). دافعت الدولة عن حقوق المرأة وبذلك عملت على إزالة السلطة الذكورية عنها.
أصبحت حركة تحرير المرأة أساسا وسيلة لإيجاد حلفاء البلاشفة بين الشعوب الأصلية في آسيا الوسطى. وهكذا، كان يُنظر إلى النساء على أنهن مجموعة ضخمة، لكنها نائمة، من الحلفاء المحتملين للحزب والتي يمكن تعبئتها من خلال نشر رسالة الحزب حول المساواة بين الجنسين والتحرير. أصبحت الأولوية المركزية للاتحاد السوفيتي وجانوتل بحلول مارس 1927 في أوزبكستان.
يعتقد جانوتل -الذي يتألف في معظمه من النساء المنتميات إلى المناطق الروسية وغيرها من المناطق السلافية - أن مثل هذه الحملة سوف يكون مرحباً بها وبالفعل فقد تبنتها النساء المسلمات في آسيا الوسطى. كان من المفترض أن تتطابق (أو تحفز) قفزة الحجاب في الأماكن العامة (أي عمل فردي للتحرر) مع قفزة إلى الأعلى في الوعي السياسي للمرأة والتحول الكامل في نظرتها الثقافية.

## بداية الصراع
أصبحت طشقند في أوزبكستان عام 1927 مركز حملة تحرير المرأة. تهدف الحملات إلى القضاء الكامل والسريع على الحجاب (البارانجي) الذي ترتديه النساء المسلمات في وجود رجال لا صلة لهم.
وقع عبء الحملة على عاتق النساء السلافيات في جانوتل، اللواتي رغبن في إكمال الحملة في ستة أشهر (مما سمح لهن بالاحتفال بنجاحهن إلى جانب الذكرى العاشرة لثورة البلشفية في أكتوبر 1927). تم إطلاق حملة الحجوم رسمياً في أوزبكستان في اليوم العالمي للمرأة (8 مارس 1927).

## كيفية عمل الحركة في أوزبكستان
للتخلص من استخدام البارانجي، عمل الجانوتل على تنظيم مظاهرات عامة في وقت محدد وعلى نطاق واسع حيث الحكايات والخطب تتحدث عن تحرير المرأة، ولو سار كل شيء وفق ما هو مخطط له، فذلك سوف يؤدي لتحرر المرأة من الحجاب.
في المراحل الأولى لم يتم تطبيق فكرة هجوم عالمياً. وبدلاً من ذلك، كان مطلوبًا فقط من أعضاء الحزب الشيوعي وعائلاتهم المباشرة المشاركة في الحملة. كانت الفكرة هي أنه فقط بعد أن أظهر هذا الجزء من الحملة أن يظهر تغيير في هذه العائلات، فسيتم توزيعه على غير الشيوعيين، مثل أعضاء النقابات العمالية وعمال المصانع والمدرسين.